# Ctenoplusia porphyrea
Ctenoplusia porphyrea är en fjärilsart som beskrevs av Claude Dufay 1970. Ctenoplusia porphyrea ingår i släktet Ctenoplusia och familjen nattflyn. Inga underarter finns listade i Catalogue of Life.